# Dactylospora lobariella
Dactylospora lobariella är en lavart som först beskrevs av William Nylander och som fick sitt nu gällande namn av Joseph Hafellner 1979. 
Dactylospora lobariella ingår i släktet Dactylospora och familjen Dactylosporaceae. Arten är reproducerande i Sverige. Inga underarter finns listade i Catalogue of Life.